# Il treno d'Istanbul
Il treno d'Istanbul (Stamboul Train) è il quarto romanzo scritto dallo scrittore inglese Graham Greene nel 1932, ma il suo primo vero successo di critica e vendite.

## Trama
Ambientato sul treno dell'Orient Express, che percorreva il tragitto da Ostenda, in Belgio, alla turca Istanbul, presenta diversi personaggi, i cui destini si mescolano, ciascuno portando il proprio fardello di tormenti: la razza, la frustrazione sessuale, il fallimento politico, la povertà. Tra questi, Carlston Myatt, uomo d'affari ebreo, e il Dottor Czinner, politico slavo fuggito cinque anni prima da una condanna a morte e intento a ritornare a Belgrado.

## Edizioni italiane
- Il treno d'Istanbul, traduzione di Bruno Oddera, Milano, Mondadori, 1961. - Collana Oscar, Mondadori, 1969-2006.
- Il treno per Istanbul, traduzione di Alessandro Carrera, A cura di Domenico Scarpa, Nota di Antonio Manzini, Collana La memoria n.1149, Palermo, Sellerio, 2019, ISBN 978-88-389-3981-5.